# 227 (liczba)
227 (dwieście dwadzieścia siedem) – liczba naturalna następująca po 226 i poprzedzająca 228.

## W matematyce
- 227 to liczba pierwsza[1]
- 227 to liczba bliźniacza[2] z liczbą 229
- 227 to regularna liczba pierwsza[3]
- 227 to liczba seksowna[4] z liczbą 233[5]
- 227 to liczba pierwsza Ramanujana[6]

## W astronomii
- planetoida (227) Philosophia
- galaktyka soczewkowata NGC 227
- kometa 227P/Catalina-LINEAR

## W innych dziedzinach
- konserwant E227 – wodorosiarczyn wapnia